# Маттексе
Маттексе́ (фр. Mattexey) — коммуна во французском департаменте Мёрт и Мозель региона Лотарингия. Относится к кантону Жербевиллер.	

## География
Маттексе расположен в км к юго-востоку от Нанси. Соседние коммуны: Серанвиль на севере, Валлуа на северо-востоке, Маньер и Сен-Пьермон на востоке, Эссе-ла-Кот на юго-западе, Жиривиллер и Веннезе на западе, Ременовиль на северо-западе.

## Демография
По переписи 1999 года в коммуне проживало 65 человек.	
Население коммуны на 2010 год составляло 69 человек.
| 1962 | 1968 | 1975 | 1982 | 1990 | 1999 | 2010 |
| ---- | ---- | ---- | ---- | ---- | ---- | ---- |
| 59   | 70   | 49   | 44   | 52   | 65   | 69   |